# Верхневолжский бассейновый округ

Бассейн Рыбинского водохранилища и Белого озера

Верхневолжский бассейновый округ — один из 21 бассейнового округа России (согласно ст. 28 Водного кодекса).
Появился в 2006 году с целью выделения особой области использования и охраны водных объектов (речных бассейнов и связанных с ними подземных водных объектов в верховьях Волги.
Разделы Верхневолжского бассейнового округа выделяются цифровым кодом 08.
Подразделяется на:
- 08.01 — (Верхняя) Волга до Куйбышевского водохранилища (без бассейна Оки)
  - 08.01.01 — Волга до Рыбинского водохранилища[1]
    - 08.01.01.001 — Волга от истока до Верхневолжского бейшлота
    - 08.01.01.002 — Яуза от истока до Сыромятнического г/у
    - 08.01.01.003 — Вазуза от истока до Зубцовского г/у без р. Яуза до Сыромятнического г/у
    - 08.01.01.004 — Волга от Верхневолжского бейшлота до г. Зубцов без р. Вазуза от истока до Зубцовского г/у
    - 08.01.01.005 — Тверца от истока (Вышневолоцкий г/у) до г. Тверь
    - 08.01.01.006 — Волга от г. Зубцов до г. Тверь без р. Тверца
    - 08.01.01.007 — Волга от г. Тверь до Иваньковского г/у (Иваньковское водохранилище)
    - 08.01.01.008 — Волга от Иваньковского г/у до Угличского г/у (Угличское водохранилище)
    - 08.01.01.009 — Волга от Угличского г/у до начала Рыбинского водохранилища

  - 08.01.02. — Реки бассейна Рыбинского водохранилища
    - 08.01.02.001 — Молога от истока до устья[2]
    - 08.01.02.002 — Суда от истока до устья
    - 08.01.02.003 — Шексна от истока (вкл. оз. Белое) до Череповецкого г/у
    - 08.01.02.004 — Рыбинское в-ще до Рыбинского г/у и впадающие в него реки без рр. Молога, Суда и Шексна от истока до Шекснинского г/у

- - 08.01.03 — Волга ниже Рыбинского водохранилища до впадения Оки[3]
    - 08.01.03.001 — Кострома от истока до в/п д. Исады
    - 08.01.03.002 — Волга от Рыбинского г/у до г. Кострома без р. Кострома от истока до в/п д. Исады
    - 08.01.03.003 — Унжа от истока до устья
    - 08.01.03.004 — Волга от г. Кострома до Горьковского г/у (Горьковское водохранилище) без р. Унжа
    - 08.01.03.005 — Волга от Горьковского г/у до устья р. Ока

- - 08.01.04 — Волга от впадения Оки до Куйбышевского водохранилища (без бассейна Суры)[4]
    - 08.01.04.001 — Ветлуга от истока до г. Ветлуга
    - 08.01.04.002 — Ветлуга от г. Ветлуга до устья
    - 08.01.04.003 — Волга от устья р. Ока до Чебоксарского г/у (Чебоксарское водохранилище) без рр. Сура и Ветлуга
    - 08.01.04.004 — Цивиль от истока до устья
    - 08.01.04.005 — Свияга от истока до с. Альшеево
    - 08.01.04.006 — Свияга от с. Альшеево до устья
    - 08.01.04.007 — Волга от Чебоксарского г/у до г. Казань без рр. Свияга и Цивиль

  - 08.01.05 — Сура[5]
    - 08.01.05.001 — Сура от истока до Сурского г/у
    - 08.01.05.002 — Алатырь от истока до устья
    - 08.01.05.003 — Сура от Сурского г/у до устья р. Алатырь
    - 08.01.05.004 — Сура от устья р. Алатырь до устья